# Polpenazze del Garda

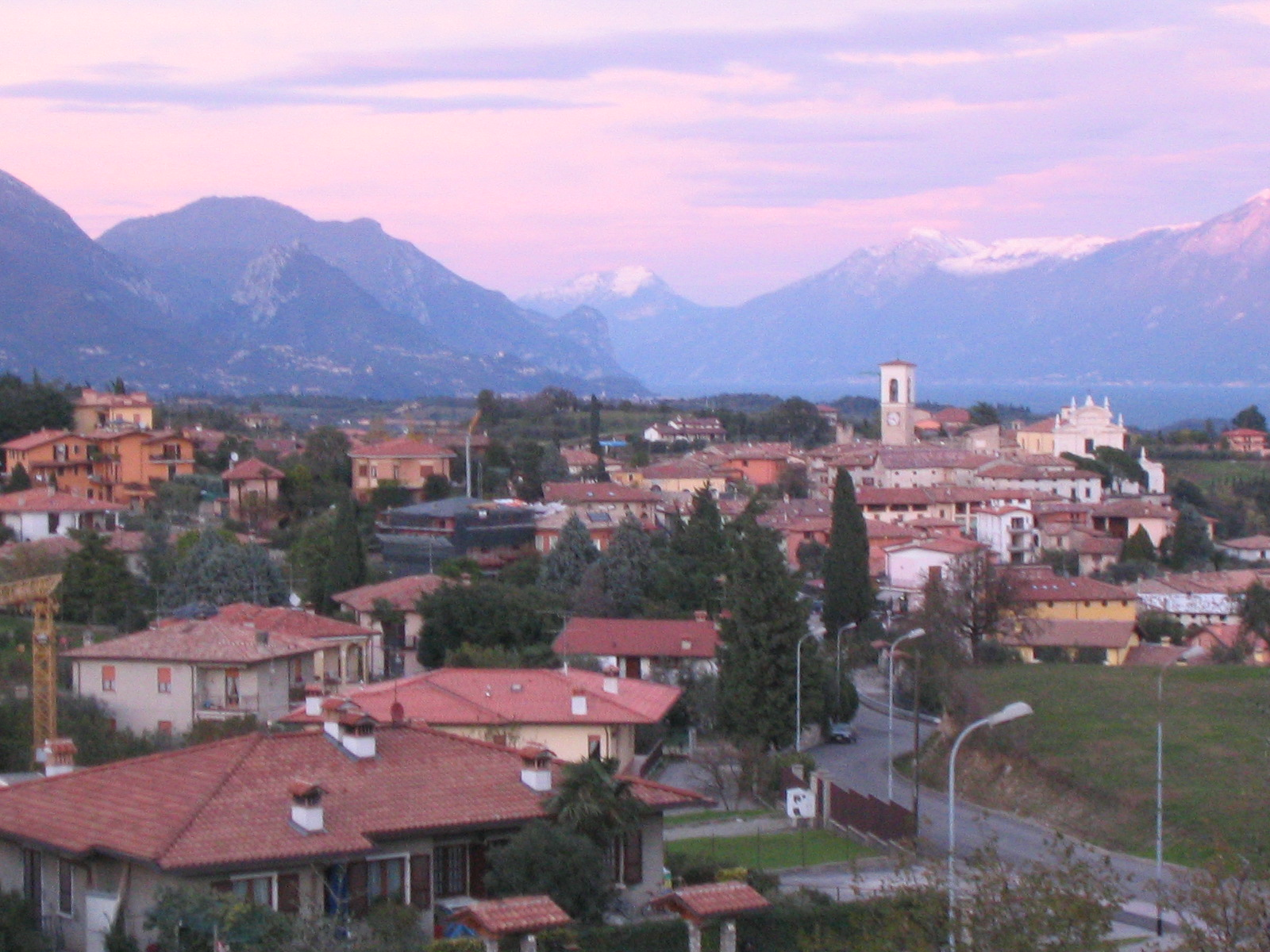
Blick auf Polpenazze del Garda

Polpenazze del Garda ist eine norditalienische Gemeinde (comune) mit 2736 Einwohnern (Stand 31. Dezember 2023) in der Provinz Brescia in der Lombardei.
Die Gemeinde liegt etwa 21 Kilometer östlich von Brescia und etwa vier Kilometer westlich vom Westufer des Gardasees. Die Strada Statale 45 Garda Occidentale begrenzt die Gemeinde im Westen.

## Geschichte
Zur Abwehr der Einfälle durch die Ungarn wurde im 10. Jahrhundert die Burg errichtet.
Die prähistorischen Pfahlbauten aus der Bronzezeit, die in der Nähe der Gemeinde gefunden wurden, gehören seit 2011 zum Weltkulturerbe der UNESCO.

## Söhne und Töchter der Stadt
- Gasparo da Salò (1540–1609), Geigenbauer und Kontrabassist